# Protase Rugambwa
Protase Rugambwa (Bunena, 31 de mayo de 1960) es un obispo católico, filósofo, teólogo y profesor tanzano.

## Biografía
Nacido en la localidad tanzana de Bunena, el día 31 de mayo del año 1960, perteneciente a la Diócesis de Bukoka.
Tras completar sus estudios primarios, descubrió su verdadera vocación religiosa por lo que decidió entrar a realizar su formación eclesiástica en el Seminario menor de Katoke y seguidamente en el de Itaga. También entró en el Seminario de Kibosho para estudiar Filosofía y en el St. Charles Lwanga Segerea Senior Seminary para estudiar Teología.
En el año 1994 decidió trasladarse a Italia, donde obtuvo un doctorado en Teología pastoral por la Pontificia Universidad Lateranense de Roma, que finalizó en 1998.

### Sacerdocio
Al finalizar su formación, el día 2 de septiembre de 1990 fue ordenado sacerdote para la Diócesis de Rulenge-Ngara, en la ciudad de Dar es-Salam, por el papa Juan Pablo II durante su visita pastoral en Tanzania.
Poco después de su ordenación sacerdotal, fue nombrado vicario parroquial de Mabira, hasta 1991 que se convirtió en el profesor responsable de la liturgia en el Seminario menor de Katote ("donde el estudió") y al mismo tiempo fue el Capellán del Hospital de Biharamulo.
Fue profesor de los seminaristas, como director de vocaciones y como secretario del departamento pastoral de la Diócesis de Rulenge-Ngara, desde 1998 hasta 1999. Unos pocos años más tarde, desde el 2000 al 2002 fue vicario general de dicha diócesis.
Tras ese último año regresó a Roma, donde entró en la Curia Romana, siendo uno de los funcionarios de la Congregación para la Evangelización de los Pueblos, hasta ser elevado al episcopado.

### Episcopado
Posteriormente el 18 de enero de 2008, el papa Benedicto XVI lo nombró como Obispo titular de la Diócesis de Kigoma. Recibió la consagración episcopal el día 13 de abril de ese mismo año, en la Catedral de Nuestra Señora de la Victoria y a manos de su consagrante el cardenal y arzobispo Mons. Polycarp Pengo.
En esa misma época, fue elegido presidente del departamento del ministerio y la liturgia de la Conferencia episcopal de Tanzania.
El 26 de junio de 2012  fue nombrado por el papa Benedicto XVI secretario adjunto de la Congregación para la Evangelización de los Pueblos y presidente de la Pontificia Obra Misionera, concediéndole la dignidad de arzobispo. El 9 de noviembre de 2017 fue nombrado secretario de dicha Congregación por el papa Francisco.
El 14 de marzo de 2022 fue nombrado miembro del Comité Pontificio para los Congresos Eucarísticos Internacionales ad quinquennium.
Tras la entrada en vigor de la constitución apostólica Praedicate evangelium el 5 de junio de 2022, pasó a ser secretario de la Sección para la primera evangelización y las nuevas iglesias particulares del Dicasterio para la Evangelización hasta el 15 de marzo de 2023.
El 13 de abril de 2023 fue nombrado arzobispo coadjutor de Tabora.
El 10 de noviembre de 2023 asumió el gobierno pastoral de la archidiócesis de Tabora.

### Cardenalato
Fue creado cardenal por el papa Francisco durante el consistorio celebrado el 30 de septiembre de 2023, asignándole el Título de Santa María en Montesanto.
El 4 de octubre de 2023 fue nombrado miembro de la Sección para la primera evangelización y las nuevas Iglesias particulares del Dicasterio para la Evangelización y del Dicasterio para el Culto Divino y la Disciplina de los Sacramentos.